# Grete Mainx
Grete Mainx (ur. w 1903) – austriacka lekkoatletka, dyskobolka.
6 sierpnia 1927 w Wiedniu została mistrzynią kraju i ustanowiła wynikiem 32,79 metra rekord Austrii w rzucie dyskiem.
W 1928 brała udział w wygranym meczu międzypaństwowym z Polską (indywidualnie zajęła 4. miejsce w rzucie dyskiem z wynikiem 33,00).